# Vályi András
Vályi K. András (Miskolc, 1764. november 30. – Pest, 1801. december 2.) statisztikus, földrajztudós, pedagógus, a pesti egyetemen a magyar nyelv első tanára. Egyenesági leszármazottja Vályi István újságíró.

## Élete
Iskoláit Miskolcon és Lőcsén végezte, közben több nyugati nyelvet is megtanult. Lőcsén 1784-ben tanítónak nevezték ki, ott ismerte meg őt Kazinczy Ferenc, akinek segítségével később Kassán a nemzeti iskola tanítója lett. Megismerkedett több ottani irodalmárral, és maga is írni kezdett. Műfordítással is foglalkozott; két munkáját Kazinczy megjelentette Orpheusában, és 1789 végén saját munkatársává, a kassai tankerület egyik visitatorává, azaz segéd-tanfelügyelőjévé neveztette ki.
II. József halála után a protestáns Vályi is elvesztette állását. Miután áttért a római katolikus vallásra, – Kazinczy megfogalmazása szerint, aki megtartotta protestáns hitét: „Batthyány cardinalis [hercegprímás] védelme alatt” –, 1791-ben a pesti egyetemen a magyar nyelv és irodalom tanárává nevezték ki. Ezt az állását 1792. április 26-ától, s miután június 6-án ünnepélyesen beiktatták, haláláig betöltötte. A tanítás tervét felsőbb rendelet folytán ő készítette; fizetését 1797-ben évi 600-ról 800 forintra emelték. Élete utolsó éveinek nyarán beutazta az országot, végiglátogatta a városokat, várakat és azokról rajzokat készített főműve számára.

## Munkássága

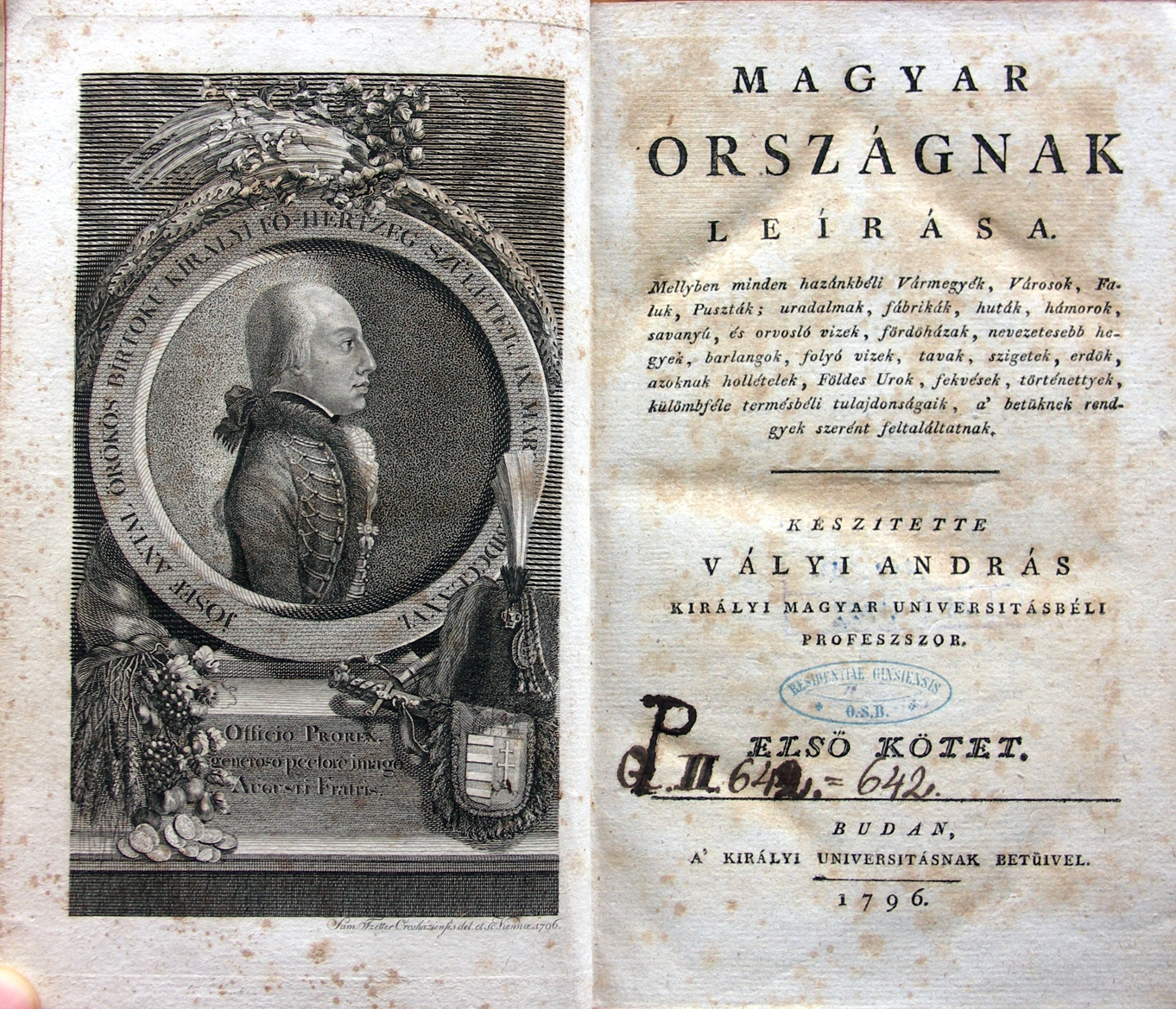
Magyar Országnak leírása, az I. kötet címlapja

- Pedagógiai szempontból fontosabb munkái:
  - Beszéd a nemzeti nevelésről (1791)
  - A magyar nyelv gyakorlati tanítása és tanulása (1792)
  - Introductio in linguam hungaricam (1793)
  - A magyar nyelvnek könnyen és hasznosan lehető megtanulására vezető rövid ösvény (1793)

A pesti egyetem tanáraként két könyvet írt a kezdők, illetve a „…rövid ösvény”-t a haladók számára. Ezek nem szorosan vett nyelvtankönyvek, hanem a nyelv tanításának és tanulásának gyakorlatát segítették elő. Lényegében tehát Vályi munkái a magyar nyelv oktatásának első módszertani könyveiként értékelhetők.
- Legnagyobb, forrásértékű munkája egy háromkötetes helytörténeti mű, a Magyar Országnak leírása, mely a legelső magyar nyelven megjelent betűrendes helységnévtár. A három vaskos kötetben a korabeli Magyarország több mint 12 500 települését sorolja fel. A róluk szóló rövid leírásokban ismerteti legfontosabb gazdasági és népességi adataikat. A nagyobb városok esetében részletesebb történeti áttekintést is ad. A mű kötetei Budán 1796 és 1799 között jelentek meg. (I. kötet: Abba-Deregnyő: Online)
- Pesten 1798-ban adta ki Magyar országnak földképe című munkáját, egy magyar nyelvű országtérképet.
- Költeményt írt az Orpheusba (1790. január 2.), cikke (uo., I. 4. A népesítésről)
- Vályi András főművének hasonmás kiadását a szlovákiai Méry Ratio Kiadó jelentette meg 2003-ban.

## Munkái
- Az újj tanítás módja és a levél iró. Kassa, 1789
- A norma és a levél író, az az: A nemzeti oskolák mivolta, tulajdonsága, érdeme, haszna, a nemzeti tanítók megkívántató tehetségei, normális tanítás módja; a különbféle levelek nemeire fel-segéllő szabások, példákkal világosítva: utasító levelek, vagy assignatiok, quietantiák, recepisszék, tört-levelek, testamentomok irására vezető rövid utmutatás. uo, 1789
- Keresztény érzékenységei. Wieland munkái közül. uo., 1789 és 1791 (Wályi K. András aláírással)
- A magyar nyelvnek hathatósságáról mondott beszéd. Pest, 1791
- Beszéd a nemzeti nevelésről. uo., 1791
- A felséges magyar hazához. I. A magyar tanitószékek hathatósabb előmeneteléért, II. A pesti magyar társaságot megerősitő királyi privilegiumnak meg nyerhetését eszközlő közben vetésért. Hely és év n. (Az országgyűléshez intézett kérvénye 1791. május 31-ről)
- A magyar nyelv gyakorlati tanításának és tanulásának alapvonalai erre a célra készített táblázattal (Hely és évszám nélkül) (1792)[4][5]
- A magyar nyelvnek könnyen és hasznosan lehető megtanulására vezető rövid ösvény. Avagy sokféle gyakorlások példái a könyvszerzők példáiból. Pest, 1793 (latinul és németül is megjelent.)
- Tárogató síp, a vagy olly hajdani magyar nemzeti musikának neme, melly által a régi magyarok táborozások idején egymást a tsata mezőre öszve-hívták. Budán Szent-György havának 24. napján 1797. eszt. (Buda, névtelenül)
- Magyar országnak leírása. Mellyben minden hazánkbéli vármegyék, városok, faluk, puszták, uradalmak, fábrikák, kutak, hámorok, savanyú és orvosló vizek, fürdőházak, nevezetesebb hegyek, barlangok, folyó vizek, tavak, szigetek, erdők, azoknak hollételek, földes urok, fekvések, történettyek, külömbféle termésbeli tulajdonságaik, a betűknek rendgyek szerént feltaláltatnak. Buda, 1796–99. Három kötet. (Három arck. Ezen földrajzi szótárával vetette meg alapját az ország részletes ismeretének). (I. kötet: Abba-Deregnyő: Online)
- Magyar-országnak földképe, melly az edig készült mappákból lehetőképen megjobbítva kibocsáttatott. Pest, 1798